# Ufologia
Ufologia – zajęcie polegające na badaniu szeroko rozumianego zjawiska UFO, jak też oddziaływań tych obiektów na materię nieożywioną oraz rośliny, zwierzęta i ludzi. Ufologia stawia hipotezę istnienia istot pozaziemskich, których technologia umożliwia bezpośrednie badanie Ziemi, zajmuje się również gromadzeniem danych odnośnie do tych istot, artefaktów przez nie pozostawionych oraz obserwacji, zdjęć, filmów obiektów, ich oddziaływania lub zachowania, którego wytłumaczenie wydaje się niemożliwe w oparciu o współczesną technikę wojskową lub cywilną.
Ufologia nie jest nauką, gdyż nie wypracowała skutecznych narzędzi weryfikacji opisów doniesień o bezpośrednich kontaktach z pozaziemskimi cywilizacjami. Niektórzy zwolennicy UFO przyjmują bezkrytycznie takie świadectwa jak np. nieostre zdjęcia i mało wiarygodne relacje, ignorując jednocześnie próby racjonalnego i bardziej naturalnego czy prostszego wyjaśnienia. Przykładem jest podejście niektórych do fenomenu kręgów zbożowych. Utrzymują oni, że niektóre z nich mogą być dziełem przedstawicieli obcych cywilizacji, „mimo dowodów”, że czasami tworzą je ludzie dla sławy lub dla żartu.
Zdaniem ufologów problem z niechęcią środowisk naukowych, polityków, ale również zwykłych ludzi bierze się z lęku i obaw, iż potencjalne udowodnienie istnienia przedmiotu jej badania będzie wymagało gruntownej przebudowy w nauce, całym społeczeństwie, będzie miało wymiar religijny, polityczny, ekonomiczny oraz militarny, będzie wymagało rewizji i zmian w sferze psychicznej każdego człowieka na Ziemi. Wielu ufologów tłumaczy słabe udokumentowanie faktograficzne głoszonych przez siebie teorii faktem istnienia „spisku” rządów i służb specjalnych mające na celu ukrycie stałych, zakonspirowanych kontaktów z pozaziemskimi cywilizacjami.

## Zakres badań
Badane fenomeny to:
- doniesienia o bezpośrednich kontaktach z istotami znajdującymi się w UFO; relacje opisywanych porwań, uprowadzeń w czasie których wykonywano zabiegi zapłodnienia, pobrania spermy, owule, badań medycznych, wszczepienia różnego typu ciał obcych, relacje wymiany informacji rozmów czy kontaktów;
- obserwacje obiektów na niebie, Ziemi lub w przestrzeni kosmicznej, których zachowanie (zdolności manewrowe) hipotetycznie wykluczają ziemskie pochodzenie;
- badanie hipotetycznych oddziaływań tych obiektów na zwierzęta (znaki), rośliny (kręgi zbożowe) oraz powierzchnię Ziemi (anomalie magnetyczne, radiacja, promieniowanie mikrofalowe, zmiany składu chemicznego lub stanu skupienia materii).

## Projekt SETI
Czasami jako ufologię traktuje się też projekt SETI. Projekt ten nie ma jednak wiele wspólnego z ufologią, rozumianą jako badanie doniesień o bezpośrednich obserwacjach i kontaktach z pojazdami obcych cywilizacji. Projekt SETI stara się, jak dotąd bez sukcesu, odnaleźć w kosmosie metodami radioastronomicznymi ślady aktywności pozaziemskich cywilizacji. Projekt ten wykluczył już praktycznie możliwość istnienia cywilizacji pozaziemskich w tzw. bliskim otoczeniu Układu Słonecznego. Dotychczasowe niepowodzenie projektu SETI sugeruje, że doniesienia o istnieniu UFO w sensie obiektów latających obcych cywilizacji są co najmniej mało wiarygodne.

## Ufologia i CIA
W 1993 r. w ramach procesu ujawniania części archiwów CIA ówczesny dyrektor tej agencji, James Woolsey, stworzył specjalny zespół, którego zadaniem było zebranie wszystkich materiałów, które agencja posiada na temat UFO. Raport przygotowany przez ten zespół, zatytułowany CIA's Role in the Study of UFOs, 1947-90, został opublikowany w 1997 r. Raport ten potwierdził, że tzw. „histeria ufologiczna”, która miała miejsce w USA w latach 50. XX w., była przedmiotem zainteresowania Agencji.
Zgodnie z raportem, Centralna Agencja Wywiadowcza wspólnie z Siłami Powietrznymi badały doniesienia i materiały dotyczące rzekomych obserwacji UFO – przede wszystkim pod kątem oceny stwarzanego przez nie zagrożenia dla bezpieczeństwa państwa. Analizowano zarówno ewentualność pozaziemskiego pochodzenia UFO, jak i możliwość, że konstrukcje te są dziełem ZSRR (bezpośrednio po II wojnie światowej zarówno Związek Radziecki, jak i USA oraz Wielka Brytania prowadziły badania nad pojazdami latającymi w kształcie „spodków”), lub też elementem prowadzonej przez Związek Radziecki wojny psychologicznej. Poza badaniami prowadzonymi przez własnych ekspertów, w ramach tej akcji CIA m.in. zorganizowała przy udziale cywilnych naukowców tzw. panel Robertsona, który zajmował się badaniem relacji o domniemanych kontaktach z UFO.
W wyniku badań ustalono, że większość (90%) zjawisk kojarzonych z UFO dało się z dużą pewnością wytłumaczyć normalnymi zjawiskami zachodzącymi w przyrodzie, skutkami działalności człowieka (np. nadawane przez radio sygnały stacji radiowych kodowane przy użyciu alfabetu Morse’a, które były przez niektórych uważane za przekazy pochodzące od UFO), lub też fałszerstwem „dowodów”. Stwierdzono również, że fenomen „histerii ufologicznej” może być celowo podsycany przez służby wywiadowcze ZSRR celem destabilizacji państwa lub wprowadzenia zamieszania w systemach obrony przeciwlotniczej, które miałoby ułatwić atak na USA przy pomocy bombowców strategicznych i innych środków przenoszenia broni jądrowej. W związku z tym postanowiono podjąć działania mające na celu wyciszenie spraw związanych z UFO, w tym także ukryć przed opinią publiczną fakt zainteresowania CIA tą sprawą.
Równocześnie jednak CIA w porozumieniu z US Air Force prowadziła działania dezinformacyjne w celu pokrycia nimi relacji osób, które widziały i sfotografowały niezidentyfikowane obiekty latające, będące w rzeczywistości eksperymentalnymi konstrukcjami lotniczymi, nad którymi w tym czasie pracowano. W szczególności, niektórzy piloci cywilni byli świadkami lotów próbnych przeznaczonego dla CIA samolotu szpiegowskiego Lockheed U-2. Ze względu na charakterystyczne malowanie i wysoki pułap lotu, nieosiągalny dla większości ówczesnych maszyn, samolot ten stał się źródłem wielu doniesień o „niezidentyfikowanych obiektach latających”. Celem zachowania tajemnicy poinstruowano USAF, aby wszystkie incydenty z udziałem tajnych konstrukcji lotniczych przedstawiać jako „spotkania z UFO” i szukać dla nich innych, „naturalnych” wyjaśnień. W efekcie doprowadziło to do znaczącego zwiększenia się liczby rejestrowanych przypadków „niezidentyfikowanych” obiektów latających. Działania te miały też wprowadzić w błąd hipotetycznych agentów wywiadu sowieckiego, którzy – jak podejrzewano – inspirowali niektóre grupy ufologów, aby dzięki nim móc obserwować prace nad tajnymi konstrukcjami wojskowymi i CIA. Także i te działania CIA były prowadzone w jak największej tajemnicy.
Dzięki podwójnej mistyfikacji, fakty, które naprawdę chciano ukryć – a zatem loty konstrukcji eksperymentalnych, pozostały prawdopodobnie skutecznie ukryte na długie lata. Raport panelu Robertsona, jak również inne raporty podobnych komisji, udostępniono początkowo tylko w wersji ocenzurowanej, co wbrew intencjom Agencji spowodowało wzrost podejrzeń zwolenników teorii spiskowych oraz poszukiwaczy UFO o ukrywanie przez CIA znaczących informacji na temat Niezidentyfikowanych Obiektów Latających. Kiedy ostatecznie kolejne dokumenty były odtajniane, brak w nich sensacyjnej zawartości był odczytywany przez niektórych jako dowód na to, że „prawdziwe” sensacje pozostają nadal utajnione.
Cytaty z raportu panelu Robertsona oraz opisy późniejszych kontaktów między organizacjami ufologicznymi a przedstawicielami Sił Powietrznych i CIA, w szczególności próby unikania ujawnienia jakiegokolwiek udziału CIA w badaniach nad UFO (wypływające z powodów opisanych powyżej), do dzisiaj stanowią „koronny” dowód przytaczany przez ufologów na istnienie spisku mającego na celu ukrycie kontaktów z obcymi cywilizacjami.